# میثم تهیدست
میثم تهیدست (زادهٔ ۲۱ اسفند ۱۳۷۱) بازیکن فوتبال اهل ایران است که در پست مدافع و هافبک بازی می‌کند و اکنون عضو باشگاه فوتبال نساجی است.
او فوتبال خود را از تیم‌های پایهٔ پگاه گیلان و داماش گیلان آغاز کرد و سپس به تیم سپیدرود رشت ملحق شد.
او در بازی مقابل تیم نساجی در ۲۸ آذرماه ۱۴۰۱، در یک حرکت نمادین پس از به ثمر رساندن گل با نشان دادن طنابِ دار به اعدام‌های گسترده پس از اعتراضات ایران واکنش نشان داد.